# Aramis (musketier)
René Aramis is een personage in de romans De drie musketiers (Les trois mousquetaires, 1844), Twintig jaar later (Vingt ans après, 1845) en De burggraaf van Bragelonne (Le Vicomte de Bragelonne, 1848), geschreven door Alexandre Dumas. Hij en de andere twee musketiers Athos en Porthos zijn vrienden van het hoofdpersonage d'Artagnan.
Aramis is een uitzondering tussen de musketiers, daar zijn doopnaam, René, tot tweemaal toe genoemd wordt door Dumas. We horen deze naam als d'Artagnan hem vindt met zijn minnares in het tweede boek, en nogmaals wanneer Bazin over Aramis spreekt in het derde boek. In Twintig Jaar Later is hij een jezuïet als l'abbé d'Herblay zowel als Chevalier d'Herblay. In de De burggraaf van Bragelonne staat hij bekend als de bisschop van Vannes, een titel aan hem verleend door Nicolas Fouquet. Wanneer hij terugkomt van ballingschap, is hij een Spaanse edele, bekend als de Hertog van Alameda.
Aramis houdt van intriges en vrouwen, hetgeen vooroordeelbevestigend is in die tijd ten opzichte van jezuïeten en abbés (voor de Franse Revolutie). Abbés profiteerden van de inkomsten van een abdij, maar waren niet verplicht de kloosterregels te volgen (dit begrijpt Aramis zeer goed).
De fictieve Aramis is losjes gebaseerd op de historische musketier Henri d'Aramitz, wiens naam oorsprong vindt in het Franse dorpje Aramits. Hij was een neef van de graaf van Tréville. Dumas vond informatie over deze musketier in de bibliotheek van Marseille.

## Film en televisie
Acteurs die onder andere Aramis gespeeld hebben:
- Pierre de Guingand, in Les trois mousquetaires (1921)
- Onslow Stevens, in The Three Musketeers (1935)
- Robert Coote, in The Three Musketeers
- Tim O'Connor, in The Three Musketeers (tv-film, 1960)
- Richard Chamberlain, in The Three Musketeers (1973), The Four Musketeers (1974) en The Return of the Musketeers (1989)
- Lloyd Bridges, in The Fifth Musketeer (1979)
- Charlie Sheen, in The Three Musketeers (1993)
- Jeremy Irons, in The Man in the Iron Mask (1998)
- Callum Blue, in Young Blades (2001)
- Allan Corduner, in La Femme Musketeer (tv-miniserie, 2003)
- Rein Kolpa, in De 3 Musketiers de musical (2003)
- Luke Evans, in The Three Musketeers (2011)
- Santiago Cabrera, in The Musketeers (Britse tv-serie, 2014-)